# أقشور

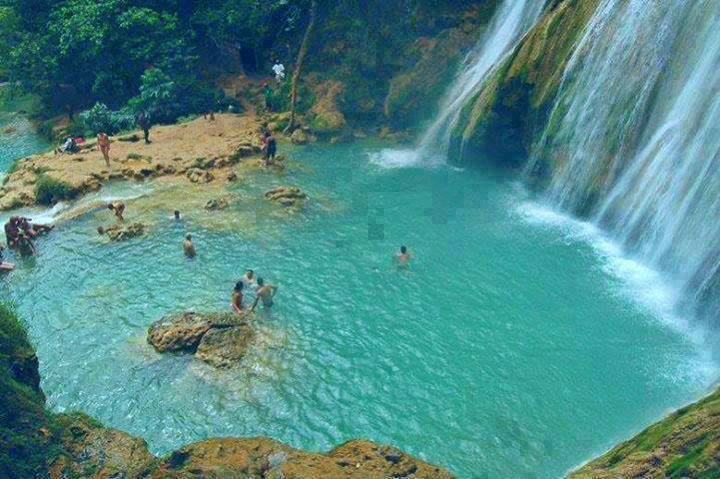
بحيرة أقشور.

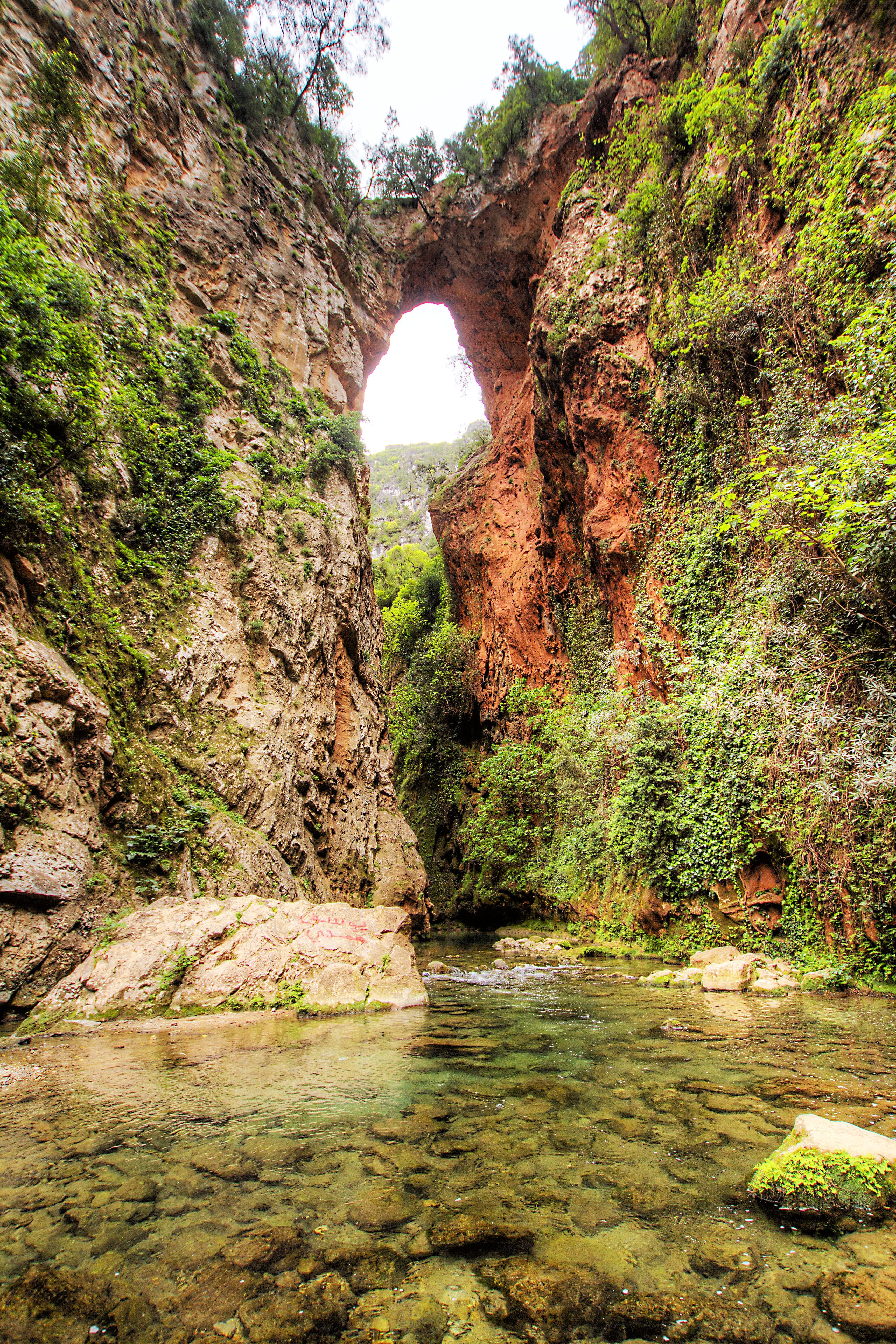
منظر طبيعي في أقشور.

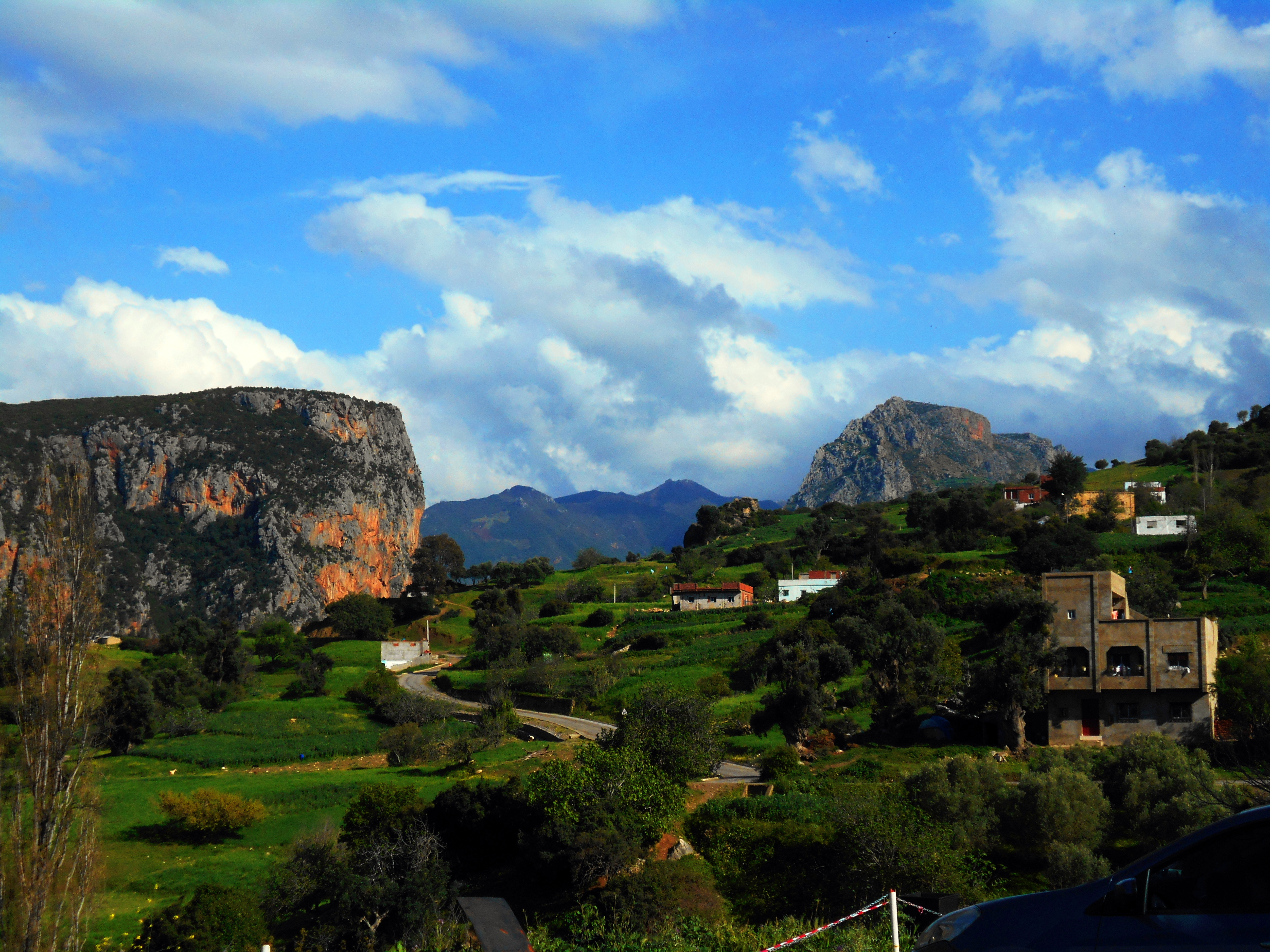
منازل من قرية أقشور.

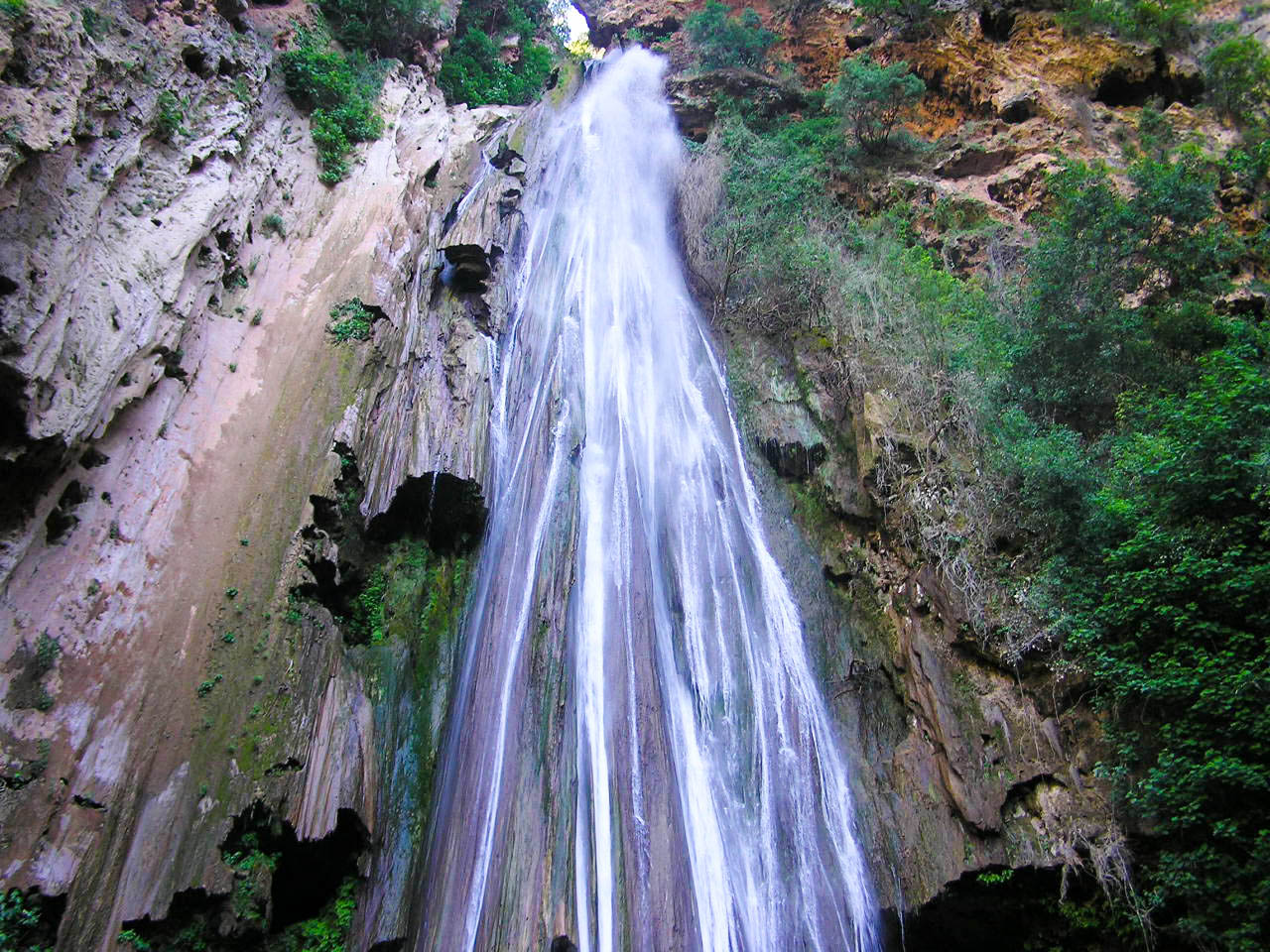
شلَّالات أقشور في مركز تلاسمطان الوطني بالمغرب.

أقشور (بالفرنسية: Akchour)‏، هي منطقة مغربية تَبعدُ عَن مدينَة شفشاون بـ30 كلم، وهي عبارة عن منطقة جَبَلِية تتألف من مزيج من جبال مرتفعة وشاهقة، وشلَّالات سَاحرة، ومشاهِد جمِيلة، وتقع هذه المنطقة على مقربة من مدينة طنجة، وتُتبع أقشور إلى إقليم شفشاون، وهي من أجمل الأماكن الموجودة في شَمال المغرب العربي، طريق أقشور تمرُّ على طريق واد لو.
وتعد منطقة أقشور   من الواجهات السياحية المميزة التي تتمتع بمناظر طبيعية خلابة وبيئة هادئة، ويصفها الكثير من الزوار بكونها قبلة ساحرة وفرصة ذهبية لعشاق الطبيعة والاكتشاف.
وتشتهر أقشور بشلالات جميلة، حيث توجد هذه الشلالات في مرتفع عالٍ وبين جبال شامخة الارتفاع، وتصب شلالات أقشور في مسبح طبيعيّ، وتُعدُّ هذه الشلالات المكان الأول والمفضل للزائرين، حيث تشهد إقبالاً سياحيّاً كبيراً لا مثيل له، ولكنَّ تنعدم وسائل النقل التي تصل إلى المكان، ويتطلب الذهاب إلى الشلالات السير على الأقدام مدة تُشارف الساعة أو الساعتين من الزمن، وبناء على ذلك يسلك الزائر منعرجات كثيرة وعالية قبل الوصول إليها، وحقيقة القول إنَّ الزائر لهذه الشلالات يجد متعة المغامرة، وفرصة الاستمتاع بالمشاهد الطبيعيّة الساحرة، وخاصة مشهد المياه العذبة الساقطة، والتي تتخلَّلها أشعة الشمس.

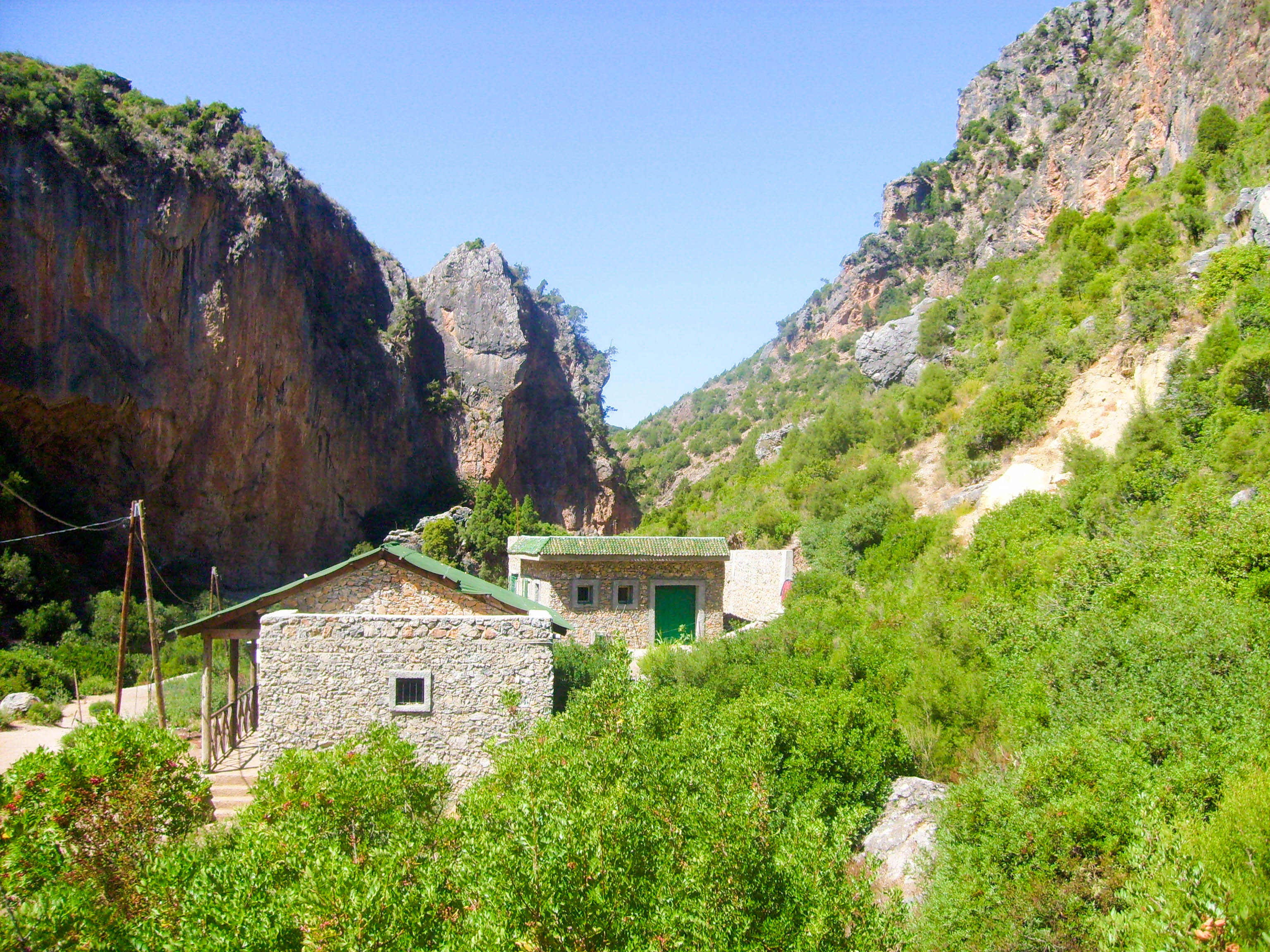
منازل في أقشور (منتزه تلاسمطان الوطني).

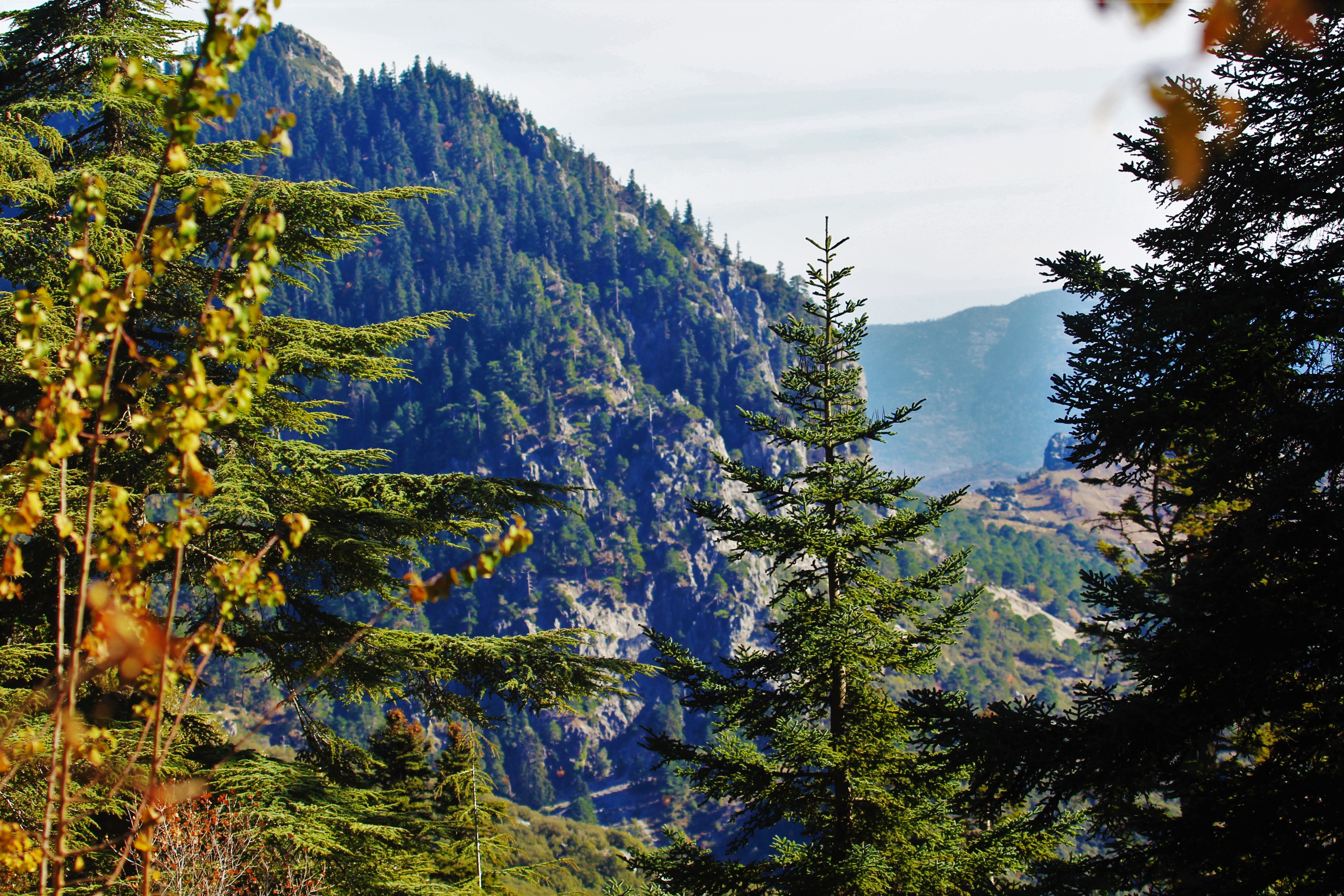
جانب من منتزه تلاسمطان الوطني بالمغرب.

وتتميَّز هذه المنطقة بمنتزه ضمن التراث العالمي «منتزه تلاسمطان الوطني» وهي محمية تقع في شمال المغرب في منطقة باب تازة، وبالضبط بجبال لقراع أمام قرية قرب مدشر ماجو، وأغزالن، وهو منتزه في غاية الجمال.
يوجد منتزه تلاسمطان الوطني في منطقة الريف شمال المغرب، على مساحة 589.5 وكم مربع (227.6 ميل مربع) تم تقييمه كمحمية وطنية في أكتوبر 2004 للحفاظ آخر الغابات التنوب الهددة في المغرب.

## الموقع
تعتبر أقشور لؤلؤة الأطلس الساحرة، وتقع في شمال المغرب، في نطاق محمية طبيعية تُدعى "تلاسمطان" ضمن سلسلة جبال الريف الشهيرة، على بُعد حوالي 30 كيلومتراً من مدينة شفشاون. وتُعتبر أقشور واحدةً من أجمل المناطق الطبيعية في المغرب، حيث تتميز بمناظرها الخلابة، وشلالاتها المتدفقة، ووديانها العميقة، مما يجعلها وجهة مفضّلة لعشّاق الطبيعة والمغامرة.

## التراث العالمي
تمكن المغرب من تسجيل العديد من المواقع في لائحة التراث العالمي، ومن بينها موقع منتزه تلاسمطان الوطني الموجود في أقشور في اللائحة الأولية المؤقتة للتراث العالمي الإنساني الطبيعي، وانضمت إلى «قائمة مواقع التراث العالمي في المغرب» سنة 1998.

## التجربة السياحية في أقشور
تُعتبر زيارة أقشور تجربةً فريدة من نوعها تجمع بين المغامرة والاسترخاء. وتُوفّر المسارات الجبلية التي تمتدّ عبر المنطقة، فرصاً ممتازةً لتجربة مغامرة المشي على المسافات الطويلة وتسلّق الجبال، حيث يمكن للزّوار الاستمتاع بمشاهد بانورامية خلابة واكتشاف المنطقة من ارتفاعاتٍ مختلفة. كما يمكن للزوار القيام برحلاتٍ استكشافية في الغابات المحيطة، حيث تتميز المنطقة بتنوعٍ بيولوجي غني، بما في فيها الطيور المهاجرة والأنواع النباتات النادرة، وكذا بعض أصناف الحشرات المهمة.
وتتميز المنطقة بثرىً جيولوجي مهم، فهي مشهورةٌ أيضًا بما يعرف بـ "جسر الله"، وهو تكوينٌ صخريٌ طبيعي فريد يشبه الجسر، ويعدّ من المعالم البارزة التي يحرص الزوار على رؤيتها والتقاط الصور عندها. هذا الجسر الطبيعي يقع في نهاية مسار طويل عبر الجبال، مما يجعله مغامرة ممتعة لمحبي التحديات الجبلية، وعشاق المغامرات والاستكشاف.

## أهمية أقشور الثقافية
لا تقتصر أقشور على كونها مجرّد وجهة طبيعية، بل هي تعتبر أيضاً جزءا من الثقافة المحلية لمنطقة الريف. بحيث أن القرى المحيطة بها تعكس التقاليد الريفية المغربية الأصيلة، حيث يعيش السكان المحليون حياةً بسيطة تعتمد على الزراعة وتربية المواشي. يمكن للزوار التفاعل مع السكان المحليين، وتذوق الأطعمة التقليدية مثل الكسكس والطاجين، التي يتم إعدادها من مكونات طبيعية محلية. كما يُعتبر شراء المنتجات الحرفية المحلية، مثل السجاد المنسوج يدويًا والأواني الفخارية، جزءا من التجربة السياحية للمنطقة، حيث يعكس كل منتج الطابع الثقافي العريق للمنطقة.

## أهمية أقشور البيئية
تعد أقشور منطقة ذات أهميةٍ بيئية كبيرة في المغرب، فهي تساهم في حماية التوازن الإيكولوجي للمنطقة، حيث تُعتبر موطناً بارزاً للعديد من الأصناف النباتية النادرة والساكنة الحيوانية المهمة. تتكاثف العديد من الجهود المحلية والدولية من أجل الحفاظ على البيئة الطبيعية للمنطقة، بواسطة برامج حماية البيئة والتوعية بأهمية السياحة البيئية المستدامة. هذه الجهود تساهم في الحفاظ على جمال المنطقة الطبيعي للأجيال القادمة، مع الاستمرار في تعزيز السياحة كرافدٍ اقتصادي مهم للمنطقة.

## معرض الصور

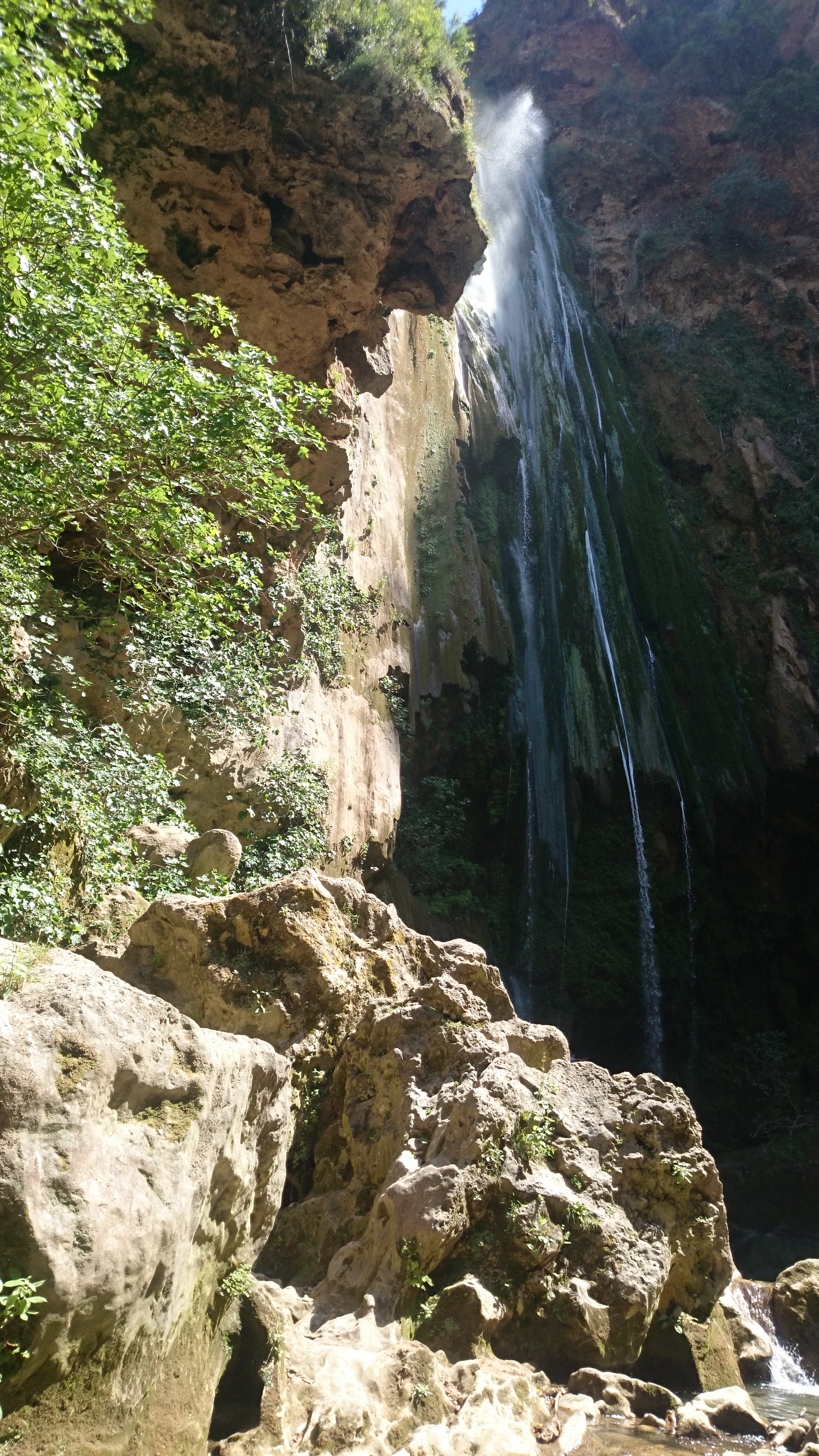
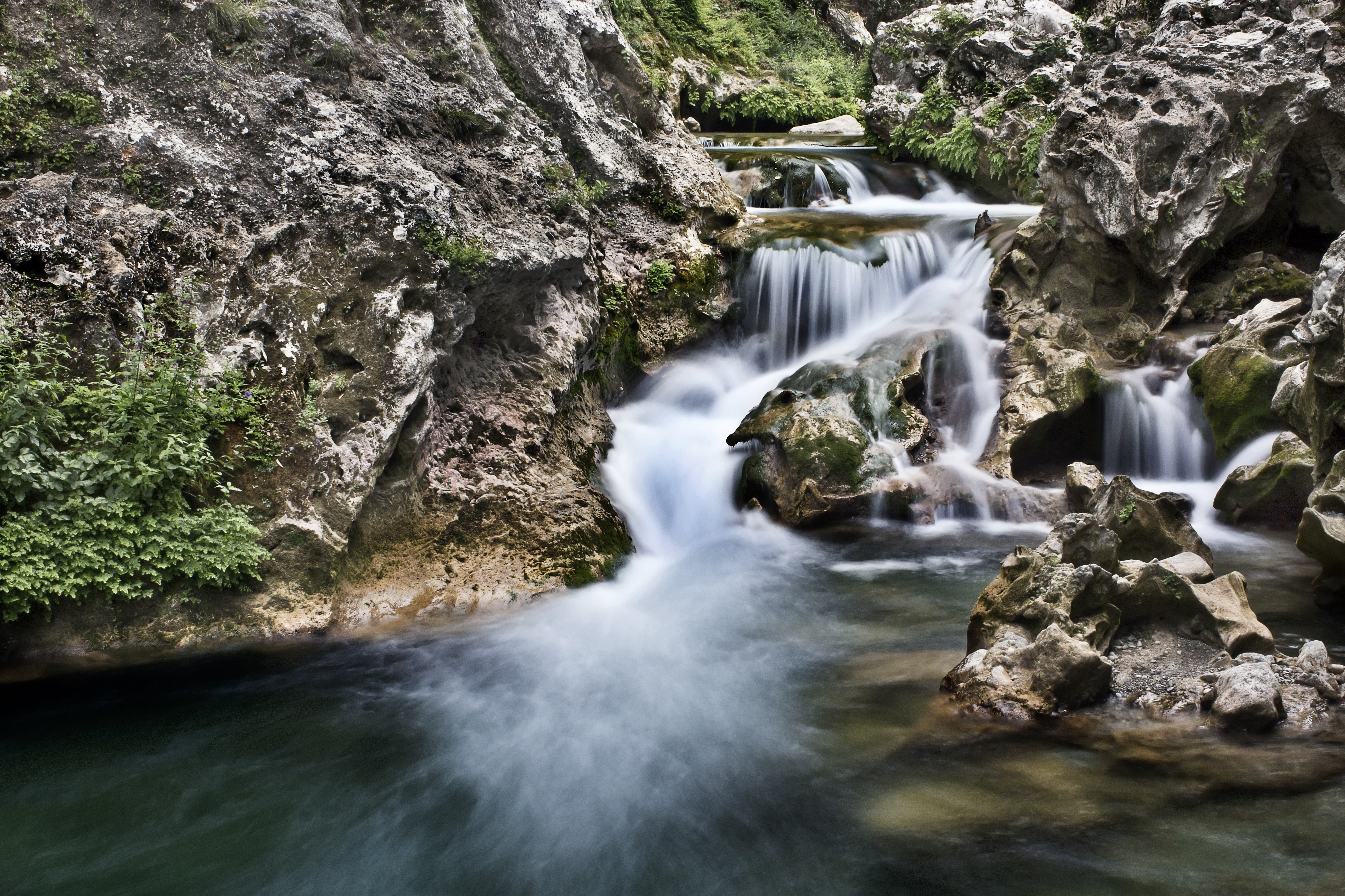
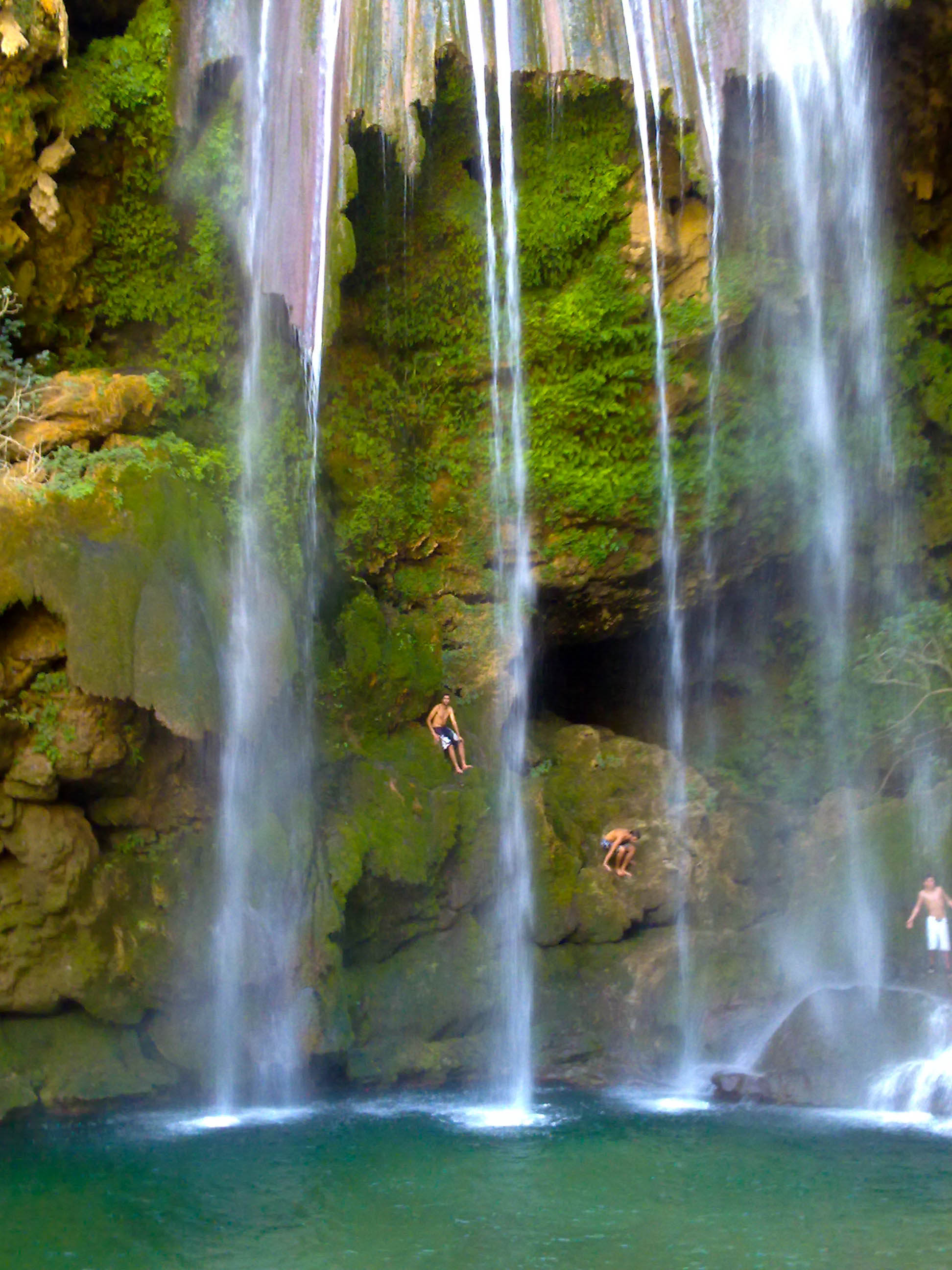
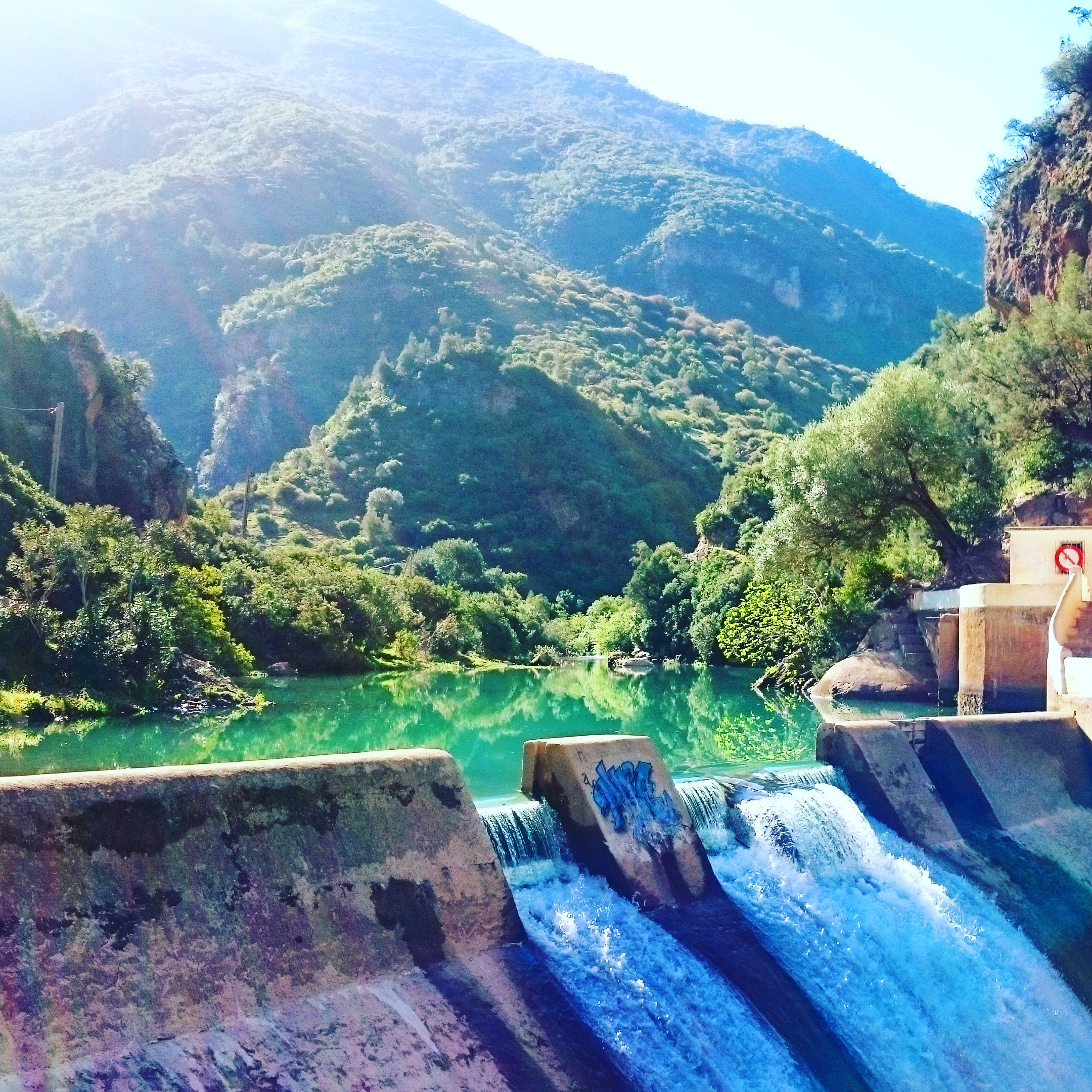
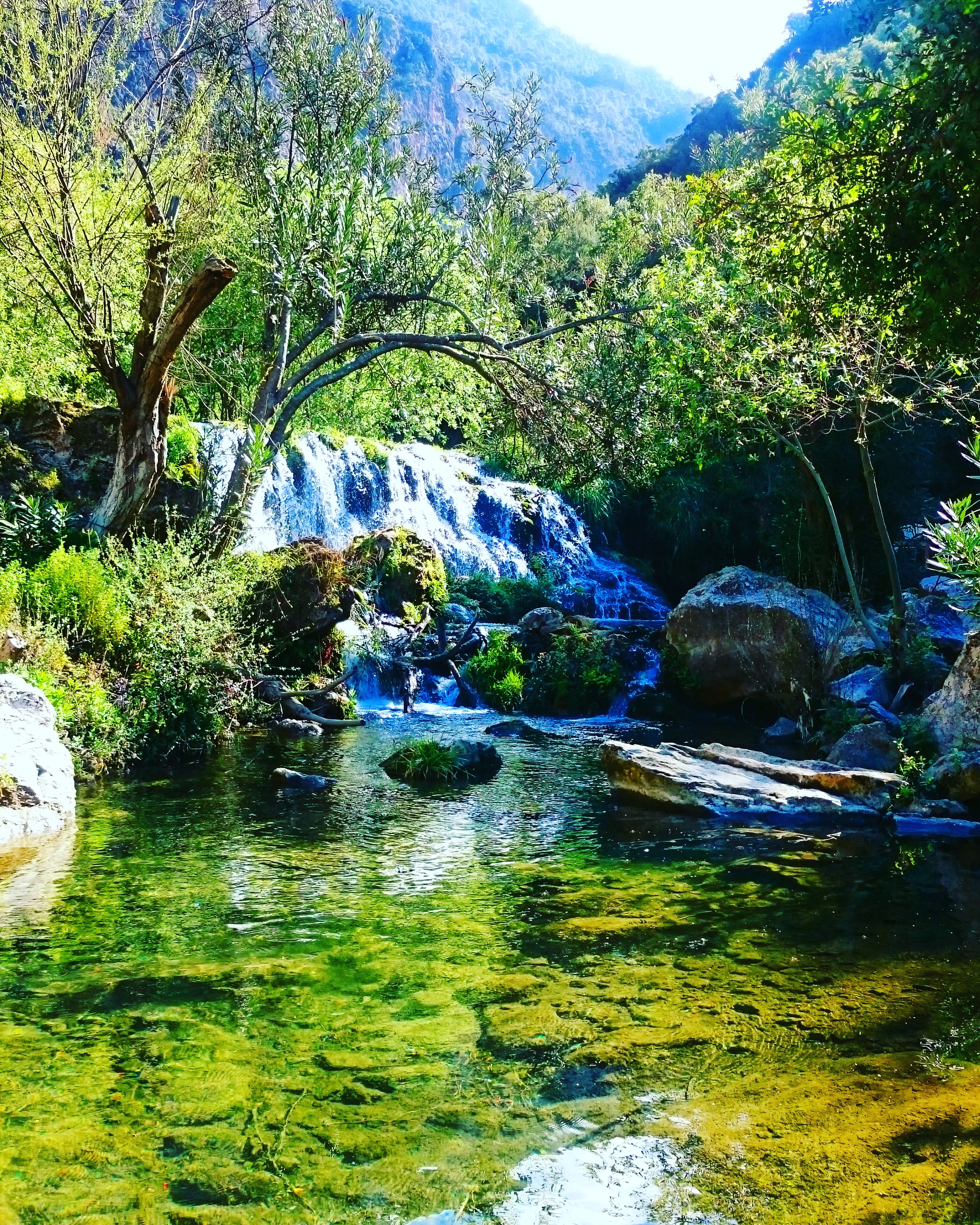
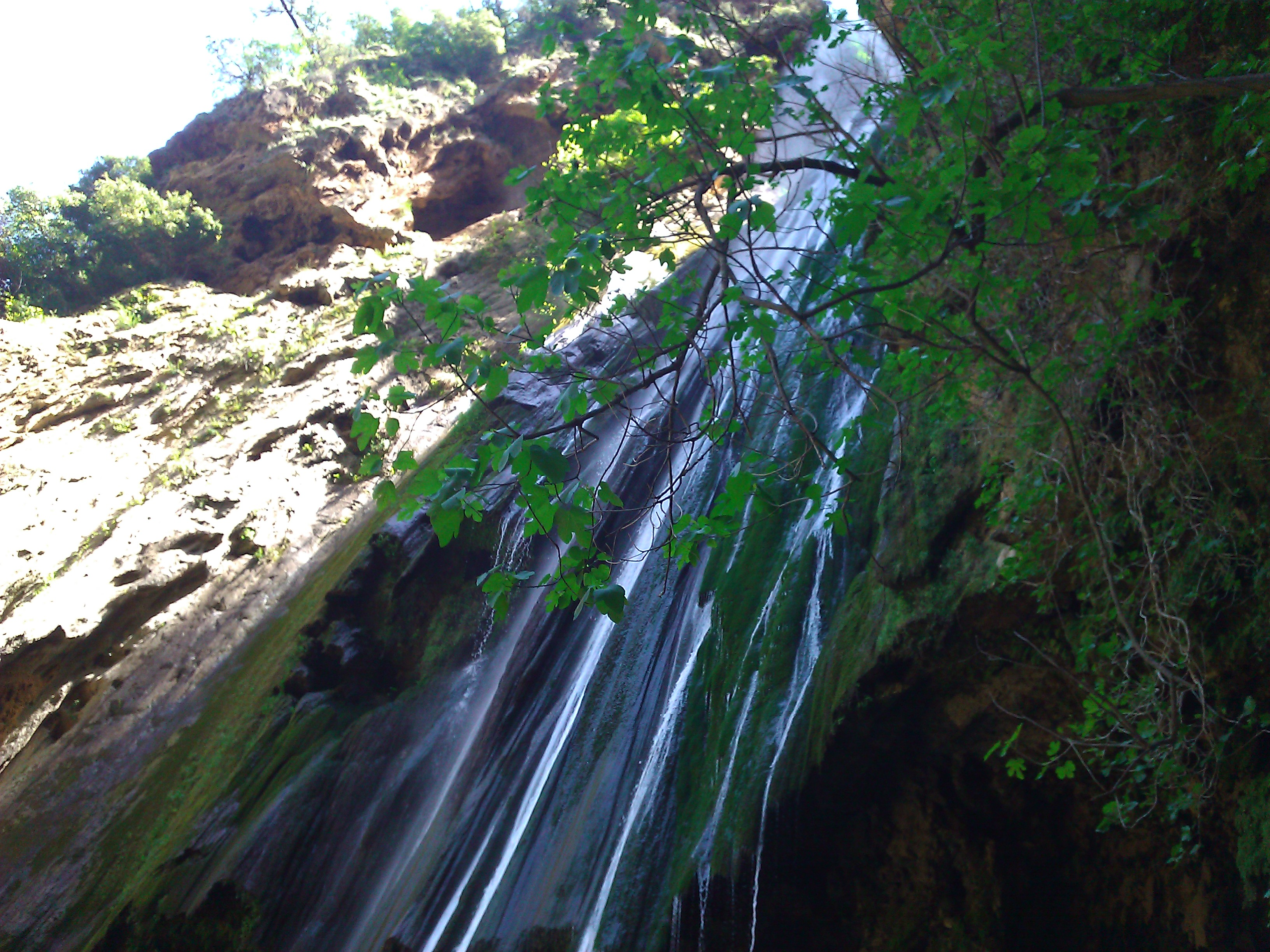
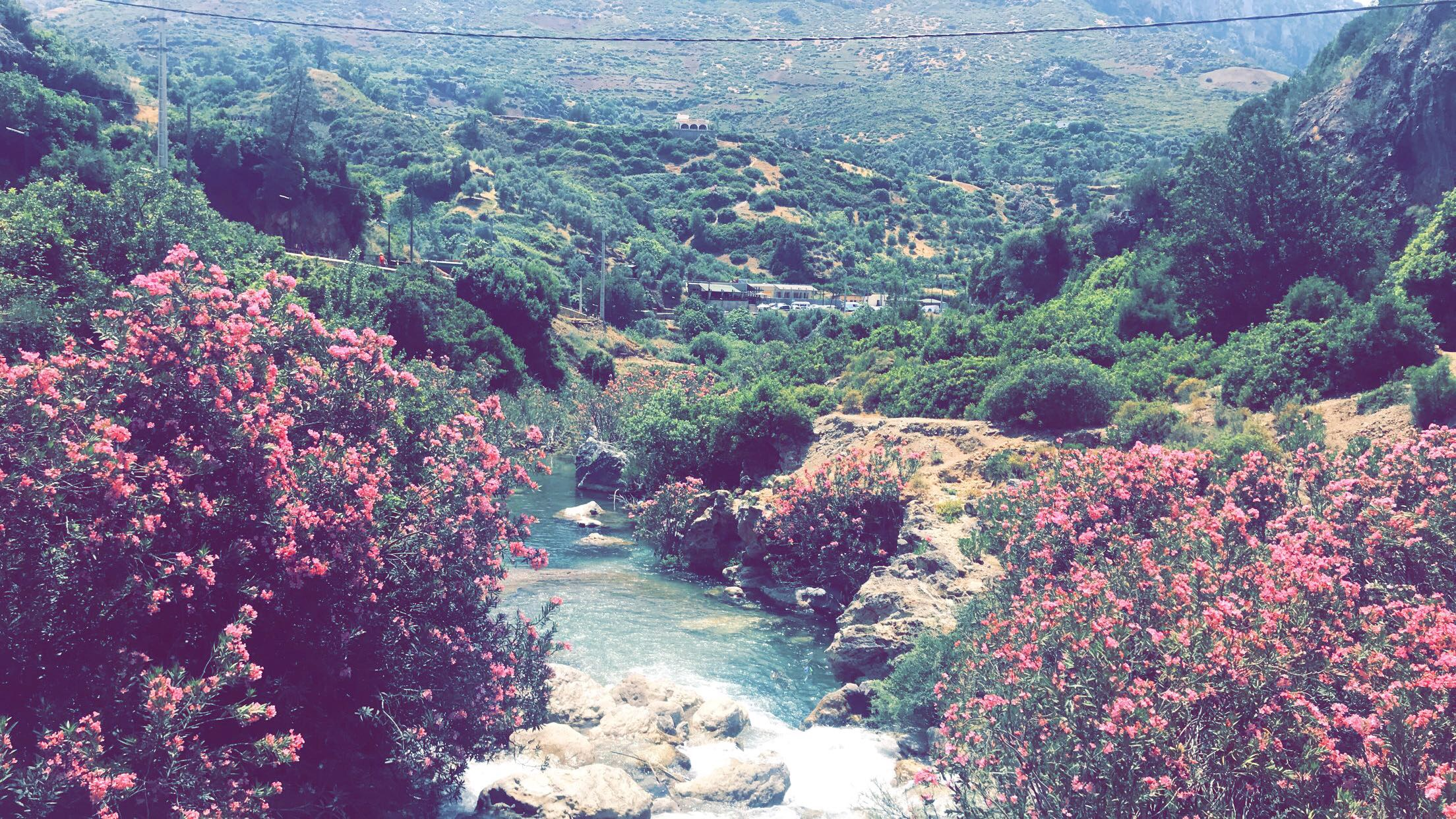
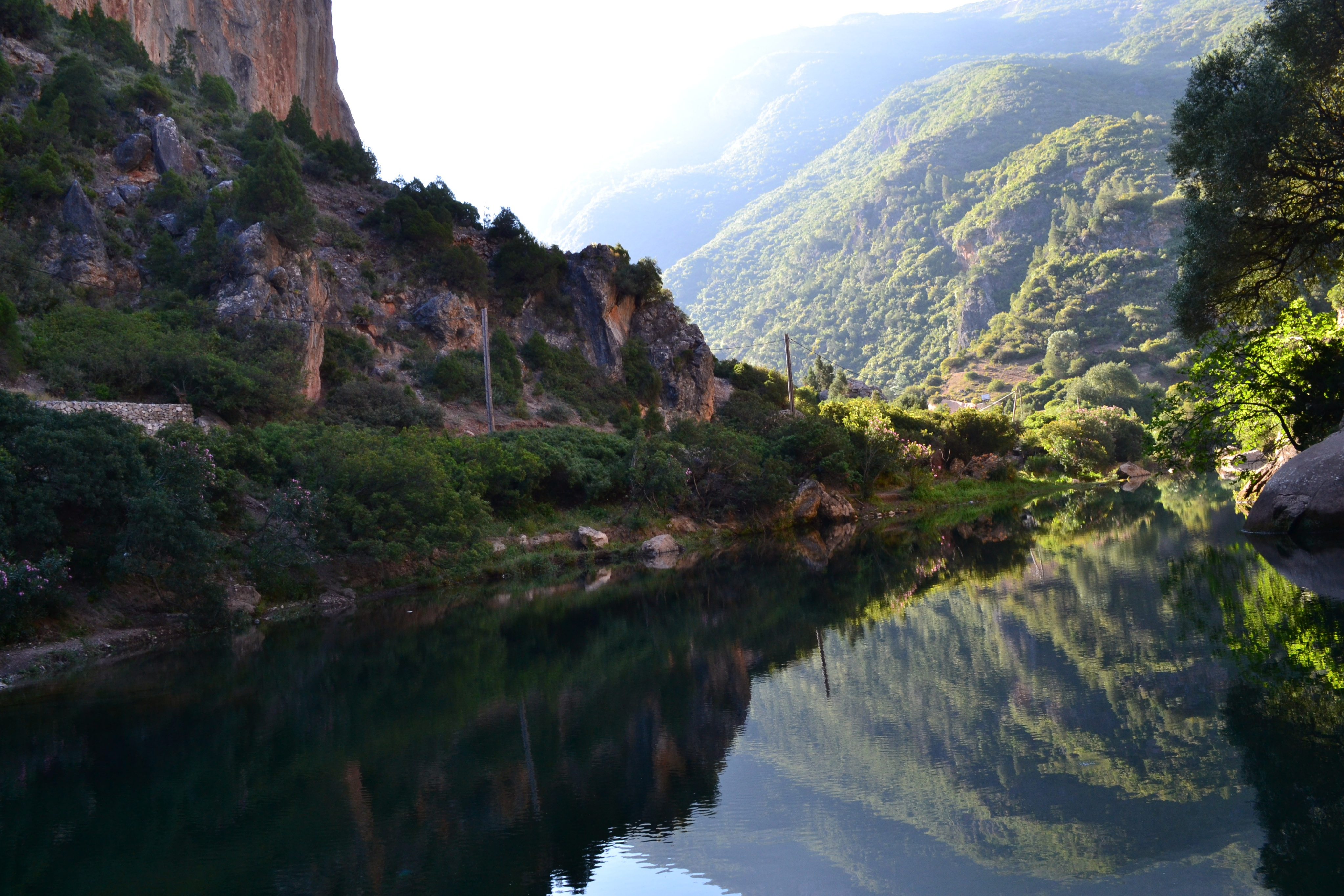
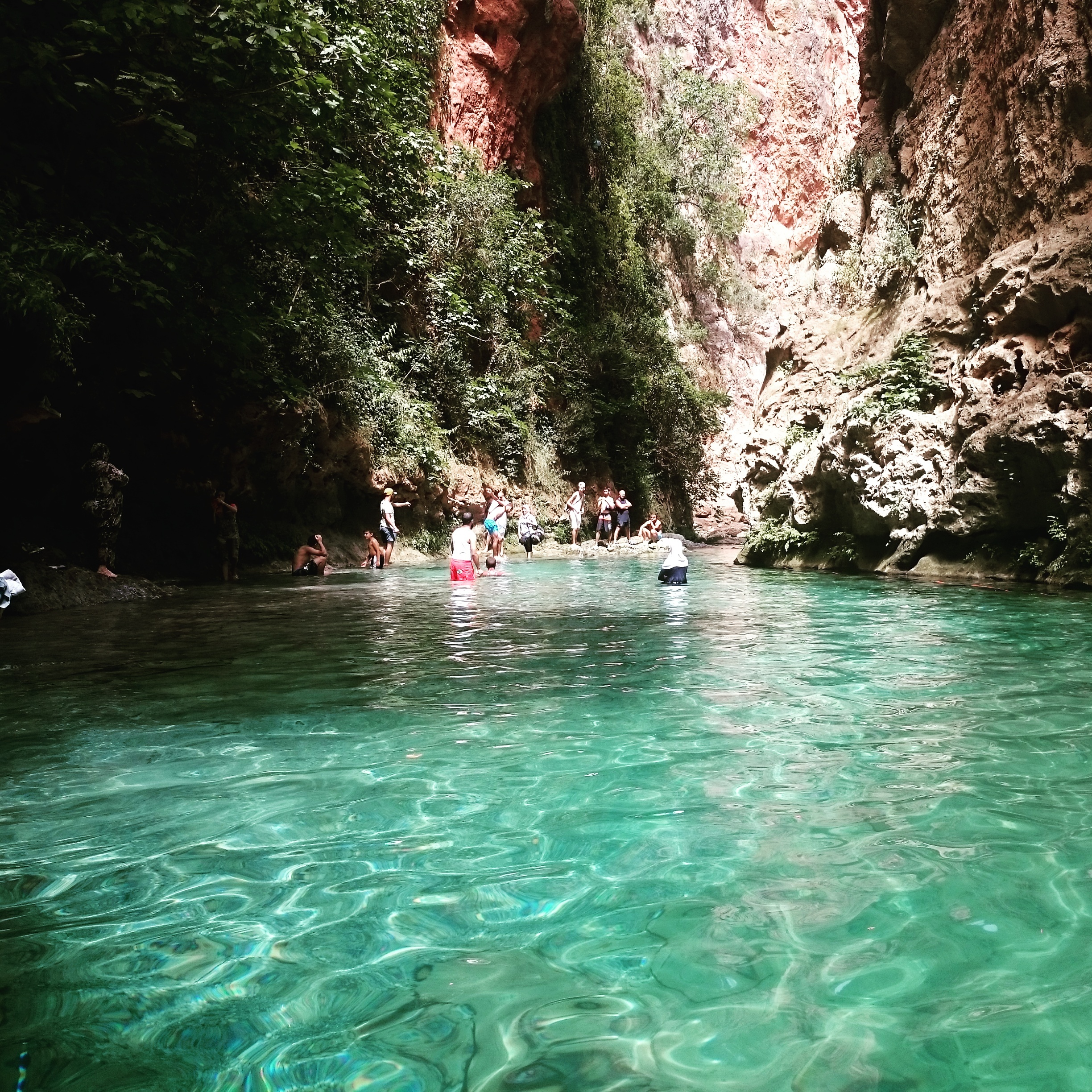
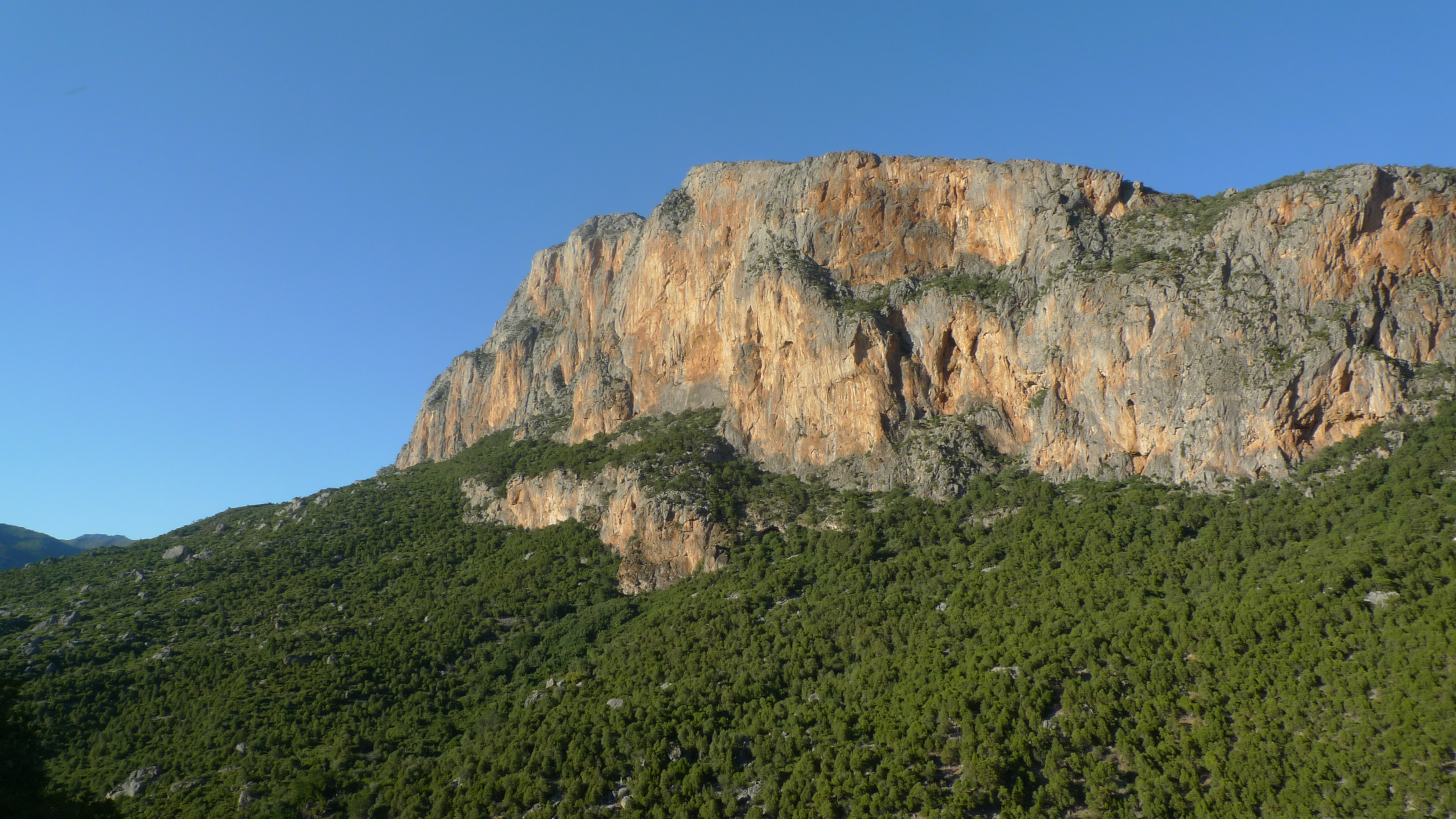
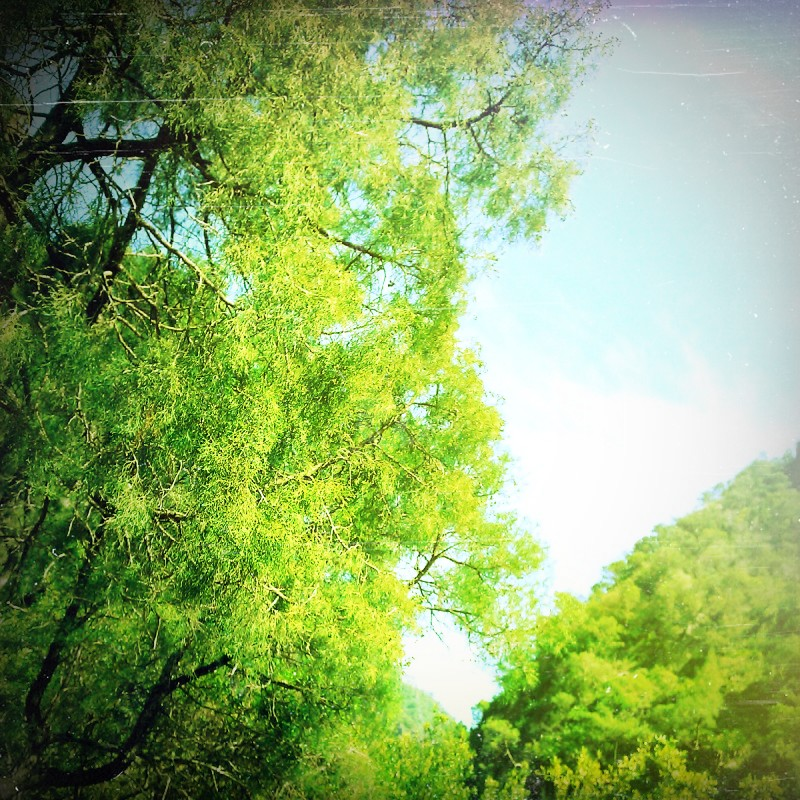
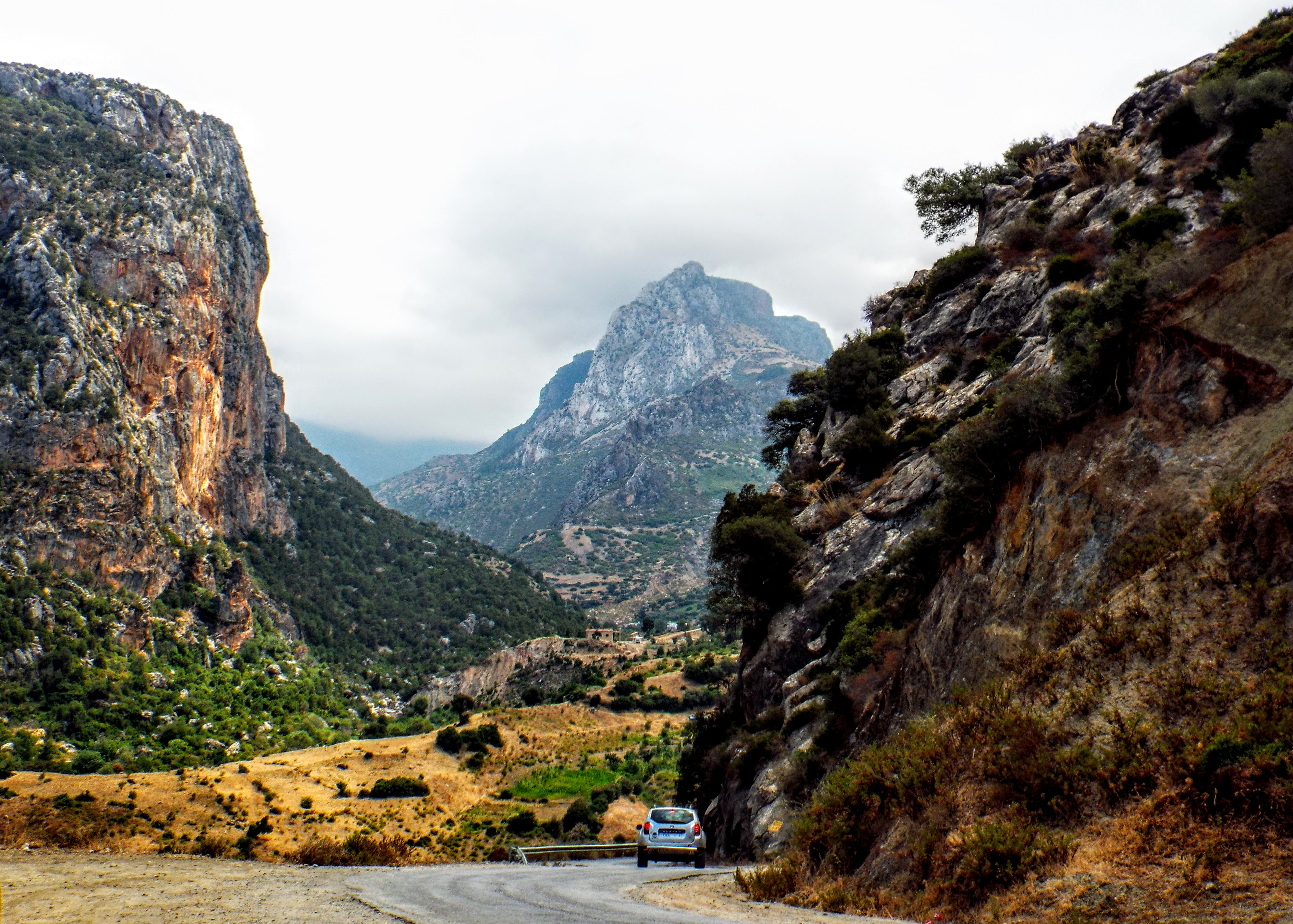
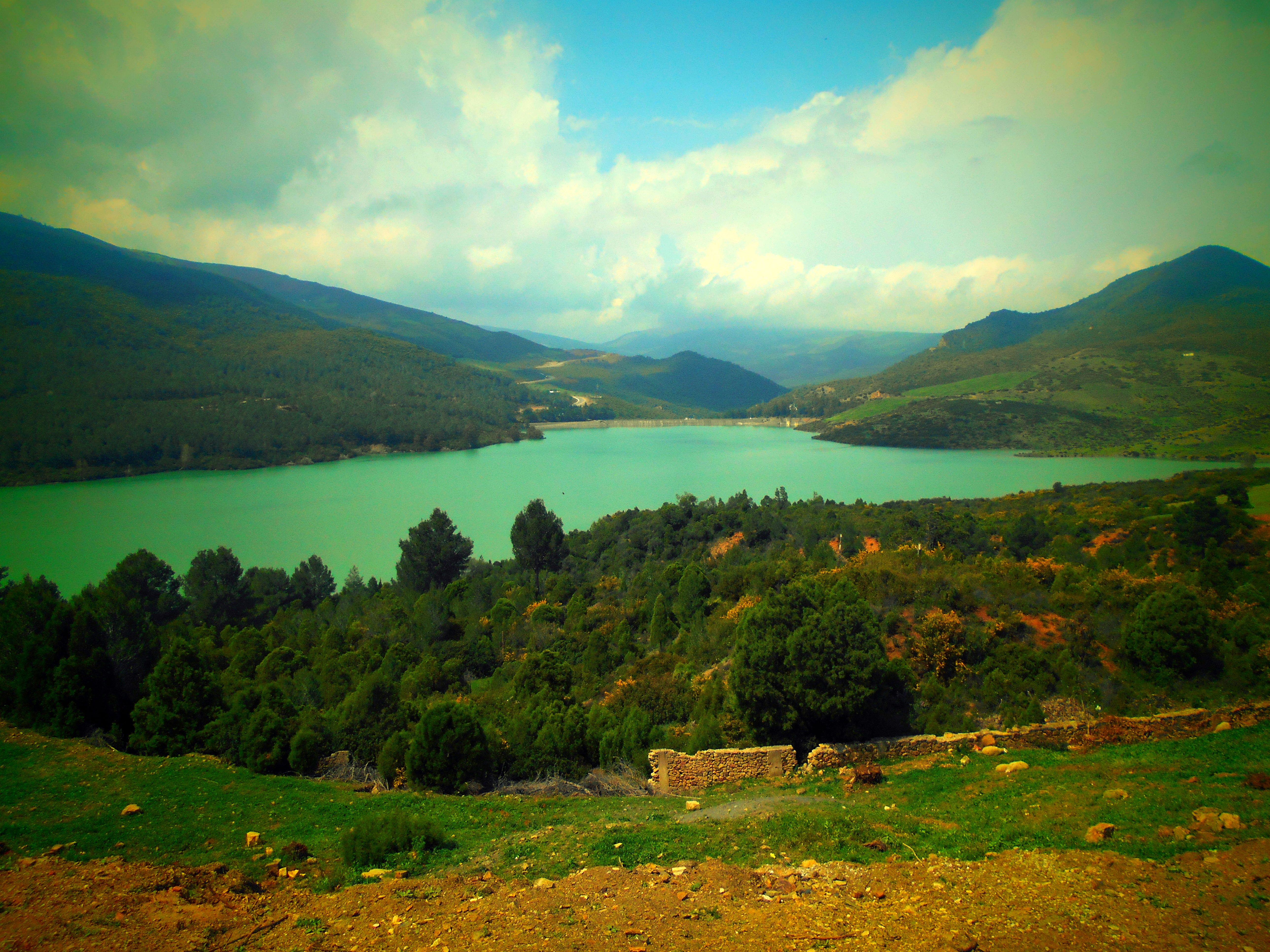
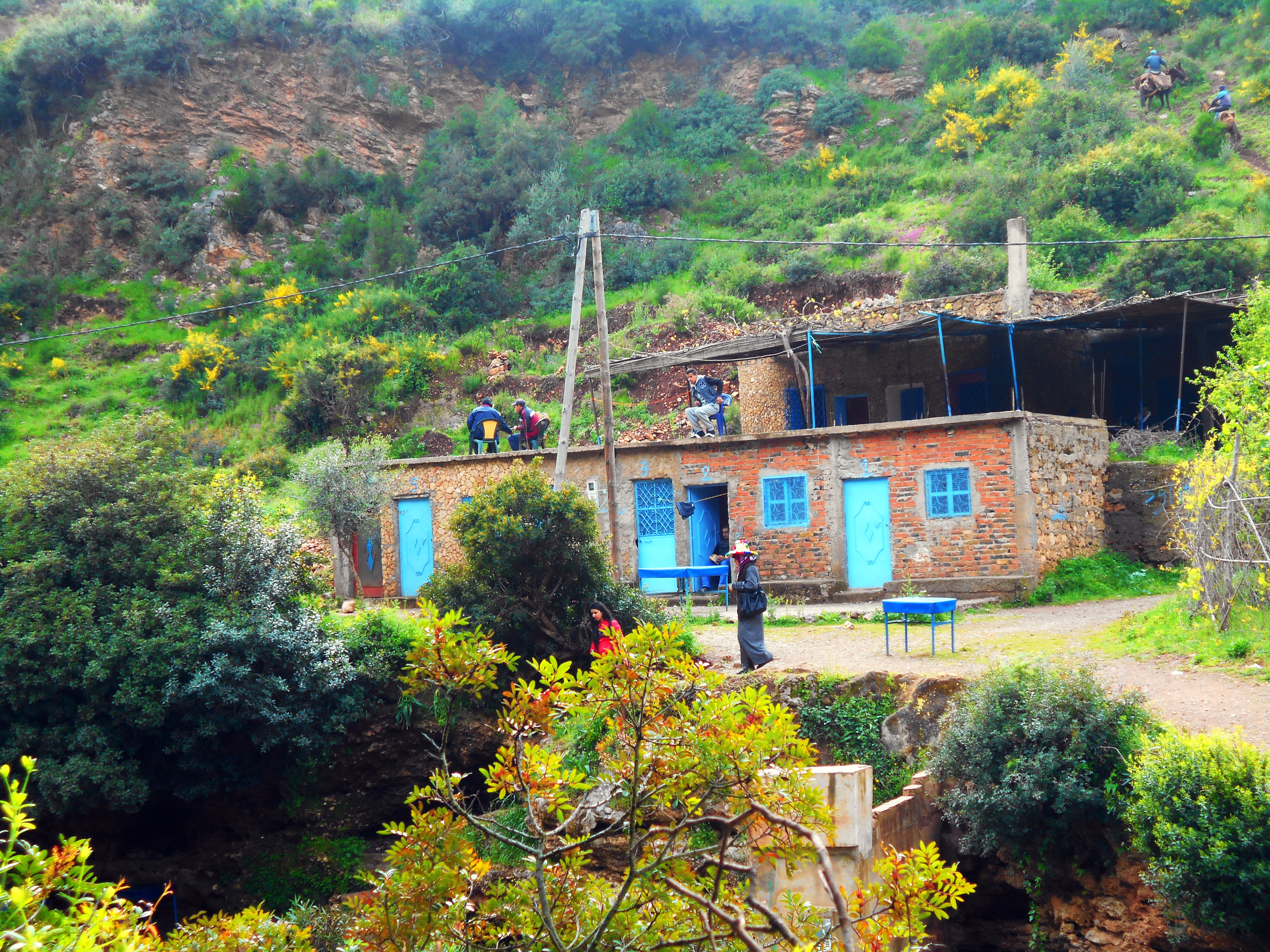
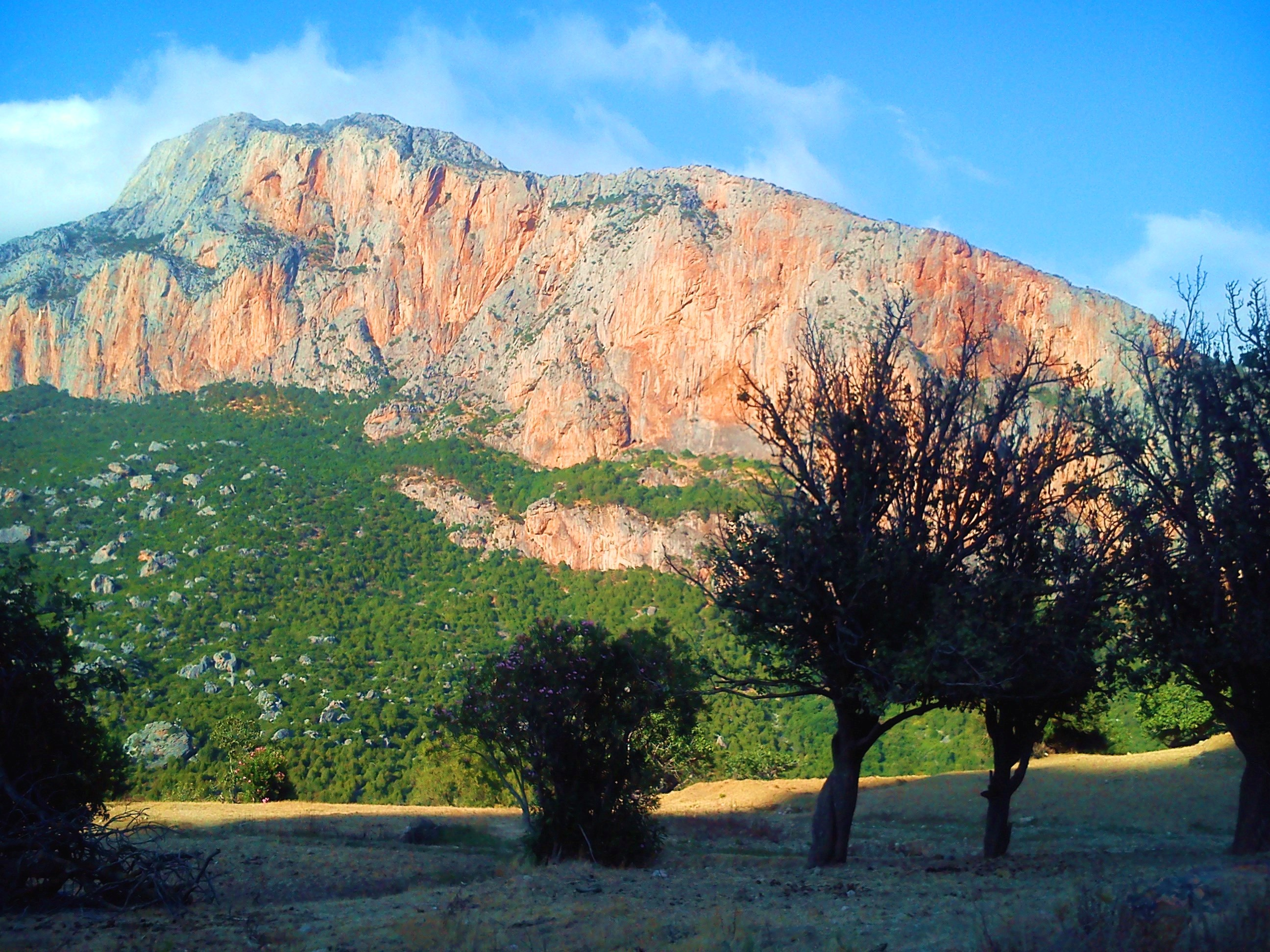
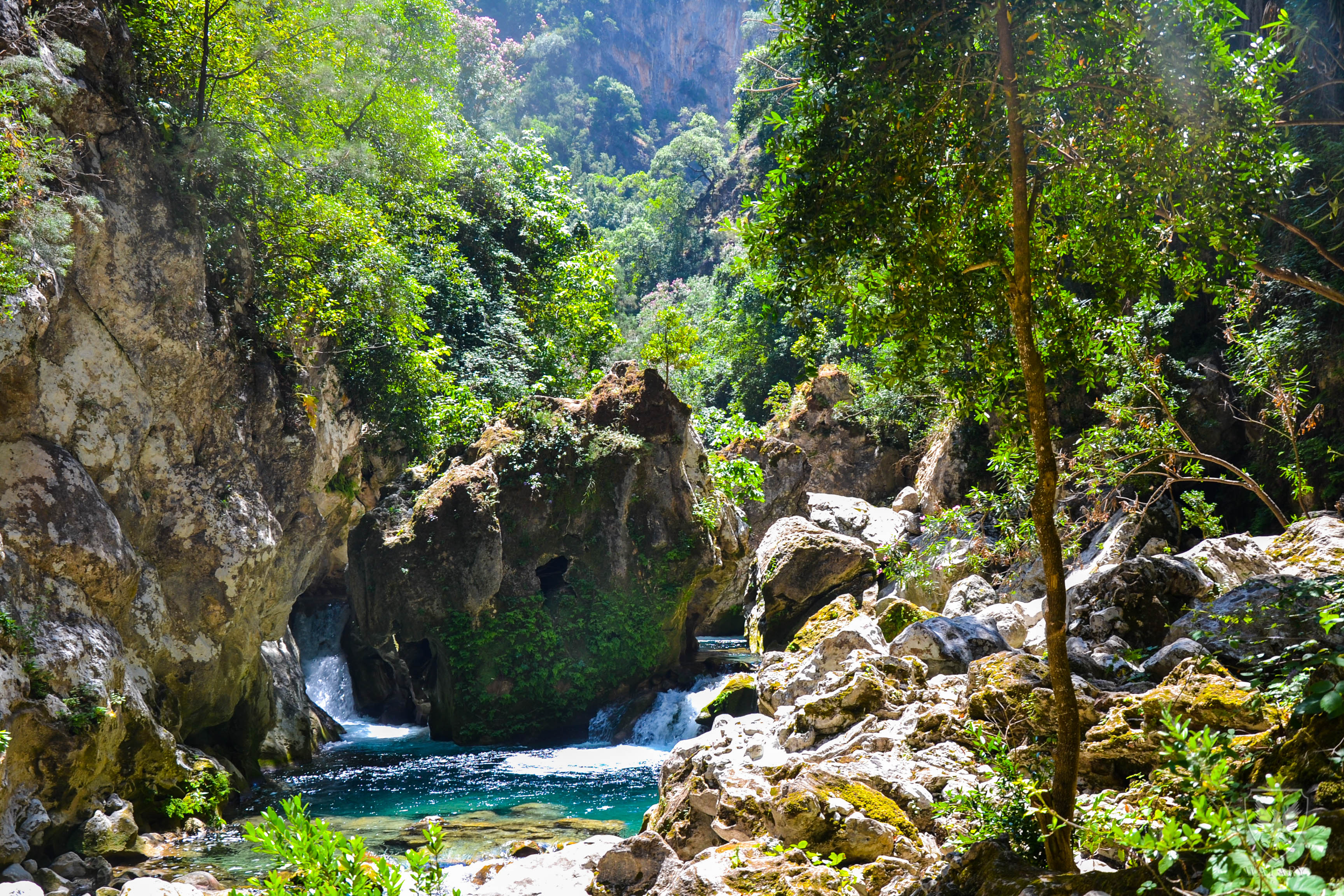

بعض الصور من قرية أقشور:

## اُنظر أيضاً
- منتزه تلاسمطان الوطني.
- واد لو.
- شفشاون.